# Altenmarkt im Pongau
Altenmarkt im Pongau osztrák mezőváros Salzburg tartomány Sankt Johann im Pongau járásában. 2018 januárjában 4218 lakosa volt. 

## Elhelyezkedése

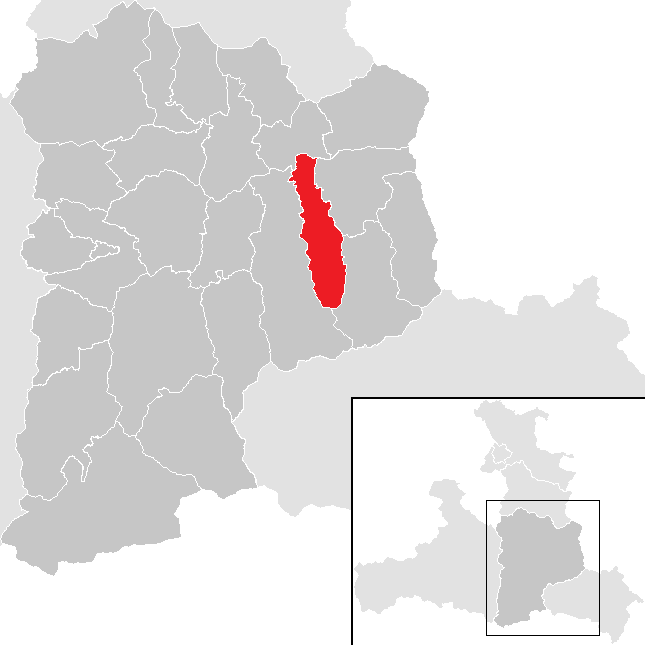
Altenmarkt im Pongau a St. Johann im Pongau-i járásban

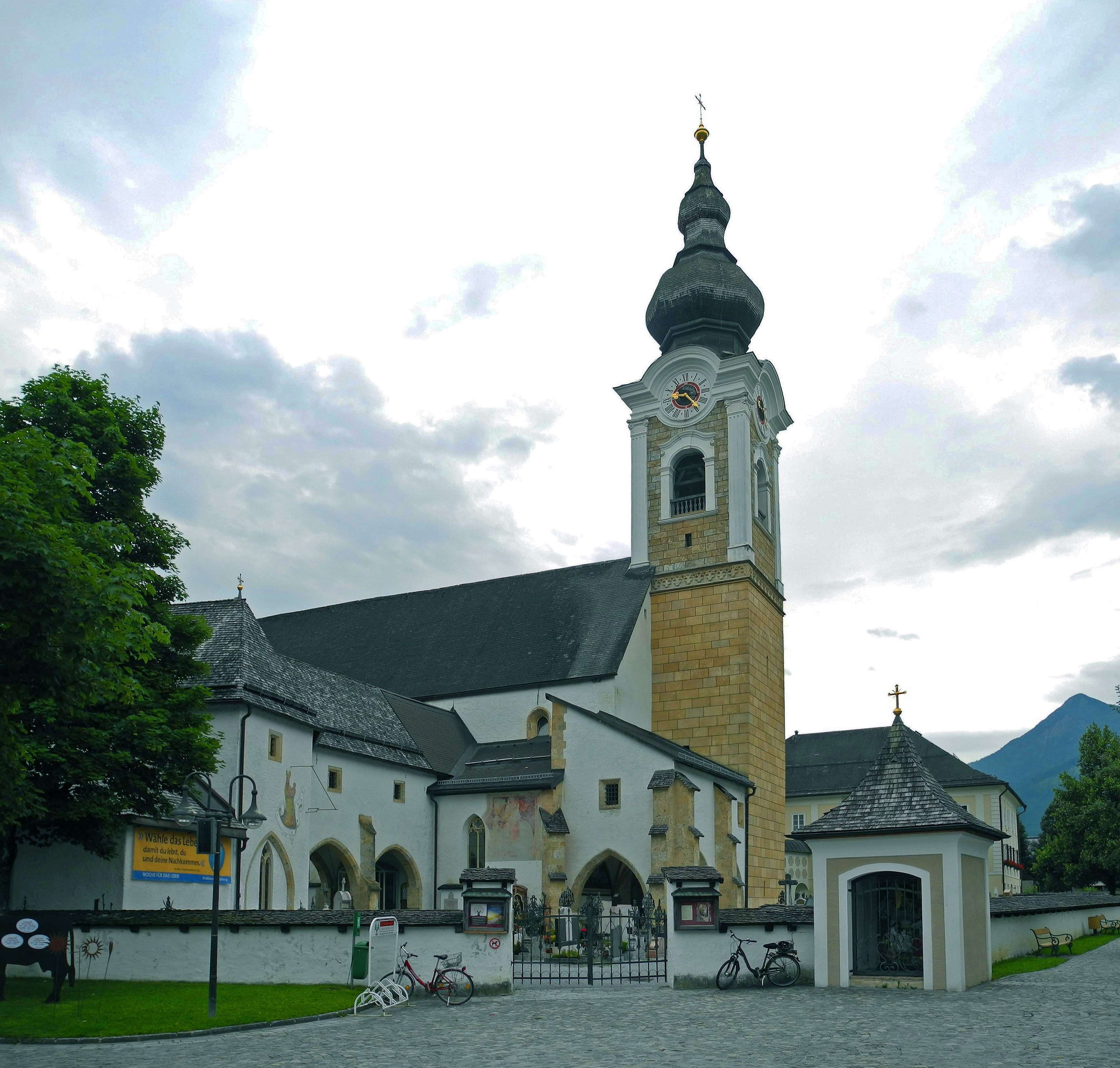
A Mária születése-plébániatemplom

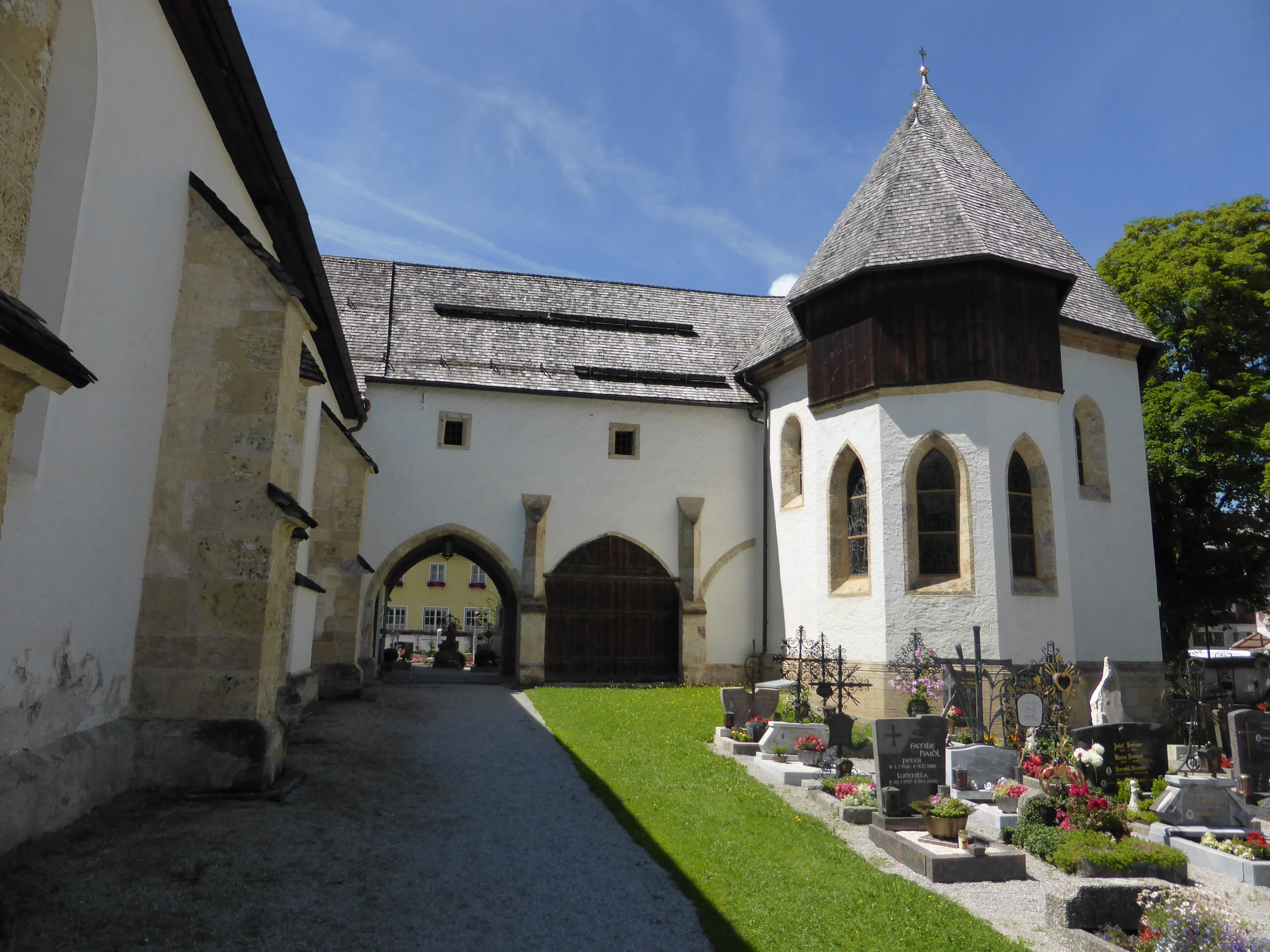
A Szt. Anna-kápolna (volt csontház)

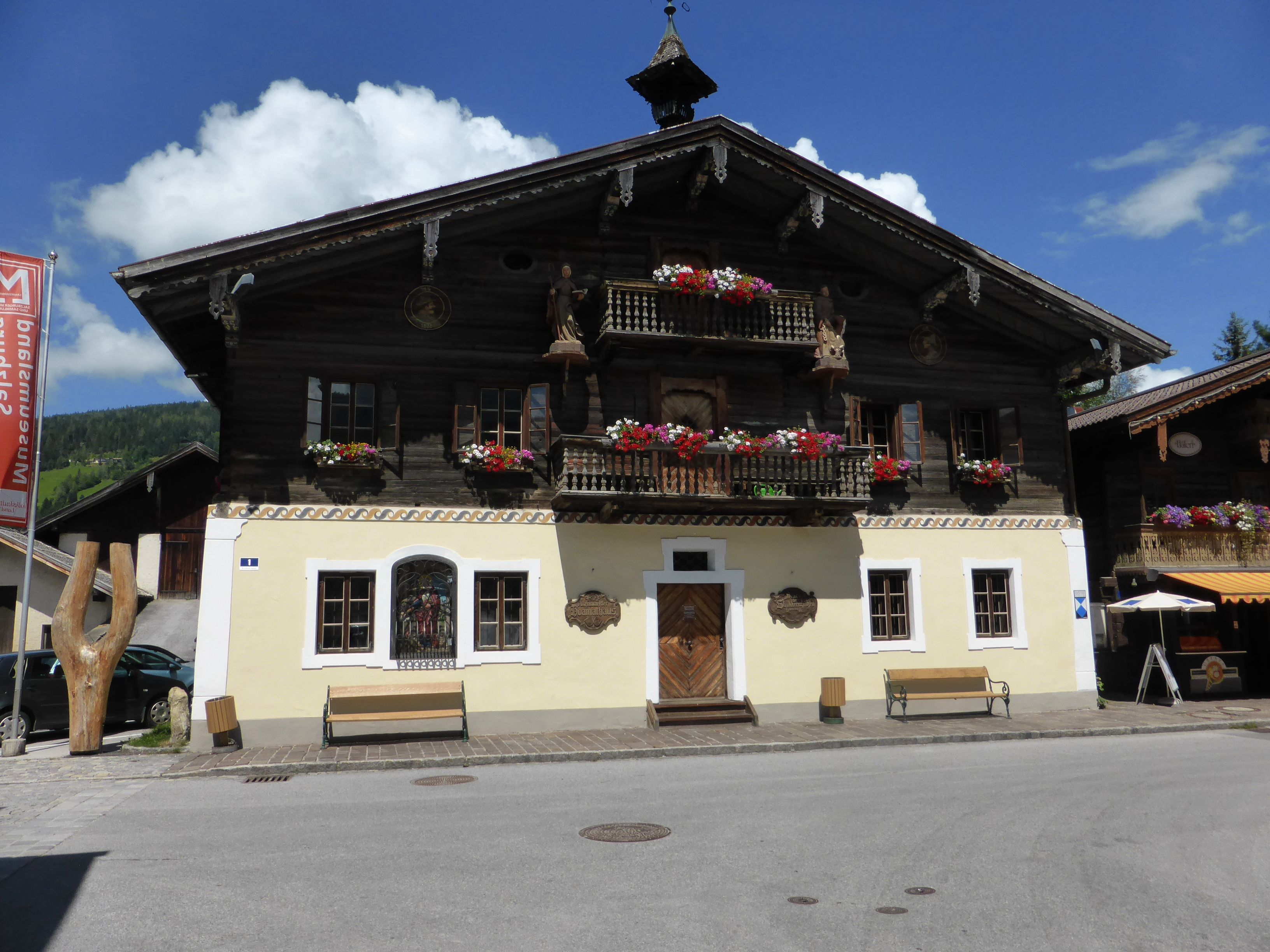
A helytörténeti múzeum

Altenmarkt im Pongau Salzburg tartomány Pongau régiójában fekszik az Enns folyó mentén, az Alacsony-Tauern hegységhez tartozó Radstadti-Tauernben. Legnagyobb állóvize a Zauchensee. Mellette halad el az A10-es Salzburg–Villach közötti autópálya és az Ennstalbahn vasútvonal. Az önkormányzat 3 településrészt, illetve falut egyesít: Altenmarkt im Pongau (3098 lakos 2018-ban), Palfen (824) és Sinnhub (523).
A környező önkormányzatok: északra Eben im Pongau, északkeletre Radstadt, délkeletre Untertauern, délnyugatra Flachau.

## Története
Feltételezhető, hogy a római út mentén található Ani pihenőállomás a mai Altenmarkt területén volt található (az Enns rómaikori neve Anisus volt). Altenmarktot először Gebhard salzburgi érsek admonti kolostor számára kiadott adománylevele említi. A 13. századig a neve Radistat volt. 
A reformáció utáni 1525-26-os parasztháborúban több alkalommal felégették. 1731-ben a salzburgi érsek elűzte az érsekségből a protestánsokat és Altenmarkt lakosságának jelentős része is Poroszországban keresett új otthont. Gazdasági fellendülést az Erzsébet császárnéről elnevezett vasútvonal 1875-ös megépülése hozott magával. Az idegenforgalom az 1930-as években indult meg, de jelentős fejlődésére csak az 1950-es, de leginkább az 1960-as évektől került sor, amikor kiépítették a sípályákat; ezeknek köszönhetően számos Európa- és Világkupa-futamot is rendeztek Altenmarktban.

## Lakosság
A Altenmarkt im Pongau-i önkormányzat területén 2017 januárjában 4218 fő élt. A lakosságszám 1923 óta gyarapodó tendenciát mutat. 2016-ban a helybeliek 87,5%-a volt osztrák állampolgár; a külföldiek közül 3,4% a régi (2004 előtti), 4,3% az új EU-tagállamokból érkezett. 4% a volt Jugoszlávia (Szlovénia és Horvátország nélkül) vagy Törökország, 0,7% egyéb országok polgára. 2001-ben a lakosok 84,4%-a római katolikusnak, 3% evangélikusnak, 1,6% ortodoxnak, 5,5% mohamedánnak, 3,2% pedig felekezet nélkülinek vallotta magát. Ugyanekkor 5 magyar élt a mezővárosban; a német (88,6%) mellett a legnagyobb nemzetiségi csoportot a horvátok (2,9%), a törökök (2,1%) és a szerbek (2%) alkották. 
A lakosság számának változása:

| 2016 | 3 956 |
| 2018 | 4 218 |

## Látnivalók
- a Mária születése-plébániatemplom
- a Szt. Anna-kápolna
- a helytörténeti múzeum egy eredetileg 1408-ban épült lakóházban kapott otthont

## Turizmus
A település fejlett turisztikai infrastruktúrával rendelkezik. Több száz szálláshely várja a kikapcsolódni vágyókat. Altenmarkt része a St. Johanntól Radstadtig húzódó óriási Sportwelt Amadé síterepnek és a Ski Amadé szövetségnek is. Altenmarkt-Zauchensee egyike Ausztria három sífutóparadicsomának is: télen 250 km pálya áll ingyenesen a sportolók rendelkezésére.
A településhez tartozó, 1350 méteren fekvő Zauchensee üdülőtelep fontos síközpont, ahol Világkupa futamokat is rendeznek.

## Fordítás
- Ez a szócikk részben vagy egészben  az   Altenmarkt im Pongau című német Wikipédia-szócikk ezen változatának fordításán alapul.  Az eredeti cikk szerkesztőit annak laptörténete sorolja fel. Ez a jelzés csupán a megfogalmazás eredetét és a szerzői jogokat jelzi, nem szolgál a cikkben szereplő információk forrásmegjelöléseként.